# George A. Miller
George Armitage Miller (Charleston, 3 de fevereiro de 1920 - Plainsboro, 22 de julho de 2012) foi um psicólogo estadunidense.
Miller é considerado um dos criadores da ciência cognitiva moderna. Seus estudos sobre a linguagem estão entre os primeiros em psicolingüística. Teve sua participação no desenvolvimento do Modelo T.O.T.E. Estabeleceu que a consciência pode manejar sete, mais ou menos dois, "segmentos" de informação ao mesmo tempo. Essas duas contribuições foram essenciais para o desenvolvimento da programação neurolingüística.
Ele foi, desde 1979, professor na Universidade de Princeton.

## Carreira
Miller foi professor de psicologia na Universidade Rockefeller, no Instituto Tecnológico de Massachusetts e na Universidade Harvard, onde ele foi presidente do Departamento de Psicologia. Ele atuou na área de pesquisa da Universidade de Oxford e como presidente da Associação Americana de Psicologia. Seu trabalho mais famoso The Magical Number Seven, Plus or Minus Two: Some Limits on our Capacity for Processing Information (O número mágico sete, mais ou menos dois: Alguns limites na nossa capacidade de processar informação) foi publicado em 1956, na The Psychological Review. Nesse artigo, Miller sugeriu que sete (mais ou menos dois) era o número mágico que caracterizava a capacidade limitada da memória de curto prazo das pessoas em armazenar listas de letras, palavras, números, ou quase qualquer tipo de itens discretos.
Em 1960, Miller fundou o Centro para Estudos Cognitivos na Harvard com Jerome Bruner. No mesmo ano, ele publicou Plans and the Structure of Behaviour (com Eugene Galanter e Karl H. Pribram), que esboçou suas concepções de Psicologia cognitiva.
Miller publicou ainda Language and Perception (1976, com Philip Johnson-Laird) e Language and Speech (1981).
Na comunidade lingüística, Miller é muito conhecido pela supervisão do desenvolvimento da WordNet, um léxico semântico para a língua inglesa. Agrupa palavras inglesas em grupos de sinônimos chamados synsets, provê definições curtas e armazena as distintas relações semânticas entre esses grupos de sinônimos. O desenvolvimento se iniciou em 1985 e o projeto tem recebido cerca de três milhões de dólares de subvenção, principalmente de agências do governo interessadas na tradução automática.
Em 1991, Miller recebeu a Medalha Nacional de Ciência.

## O número mágico sete
Geralmente considera-se que a atividade da memória tem uma capacidade limitada. As mais antigas quantificações do limite da capacidade associada à memória de curto prazo era o "número mágico sete" introduzido por Miller (1956). que ficou conhecida com Lei de Miller.
Ele notou que a capacidade da memória de adultos jovens era por volta de sete elementos, chamados "chunks" (pedaços), indiferentemente se os elementos fossem dígitos, letras, palavras ou outras unidades. Uma pesquisa posterior revelou que a capacidade depende da categoria dos chunks utilizados (isto é, a capacidade é cerca de sete para dígitos, cerca de seis para letras e cerca de cinco para palavras) e até mesmo da característica dos chunks dentro de uma categoria. Por exemplo, a capacidade é menor para palavras longas do que para palavras curtas. Em geral, a capacidade da memória para contextos verbais (dígitos, letras, palavras etc.) fortemente depende do tempo que se leva para falar os conteúdos em voz alta e da função léxica dos conteúdos (isto é, se os conteúdos são palavras conhecidas da pessoa ou não). Vários outros fatores também afetam a medida da capacidade de memória de uma pessoa e por isso é difícil estabelecer a capacidade da memória de curto prazo por um número de chunks. No entanto, Cowan (2001) tem proposto que a atividade da memória tem uma capacidade de cerca de quatro chunks em adultos jovens (e menor em crianças e adultos mais velhos).

## WordNet e Simpli
George Miller foi o fundador do Wordnet, uma base de conhecimento lingüístico que mapeia a maneira que a mente armazena e usa a linguagem. Ele passou os últimos anos de sua carreira construindo e ampliando o seu banco de dados. Ele também trabalhou em um número de aplicações comerciais baseadas no WordNet, sendo a mais notável, o Simpli. O Simpli era um mecanismo anterior de busca na Internet e propaganda criado por George Miller e um número de professores e estudantes graduados da Universidade Brown, inclusive Jeff Stibel, James A. Anderson e Steve Reiss. O Simpli foi usado para ler páginas da web e derivar palavras-chaves representativas de modo que anúncios pudessem ser apresentados.  Este é o princípio fundamental por trás da tecnologia de publicidade do Google--AdSense—que foi derivado diretamente do Wordnet e do Simpli.